# XIV Legislatura da Terceira República Portuguesa
A XIV Legislatura foi a legislatura da Assembleia da República de Portugal, resultante das eleições legislativas de 6 de outubro de 2019. A primeira reunião plenária decorreu no dia 25 de outubro, data em que Eduardo Ferro Rodrigues foi reeleito Presidente da Assembleia da República para esta legislatura.
Foi a primeira legislatura em que os partidos CHEGA, Iniciativa Liberal, e LIVRE estiveram representados, cada um com um deputado apenas.

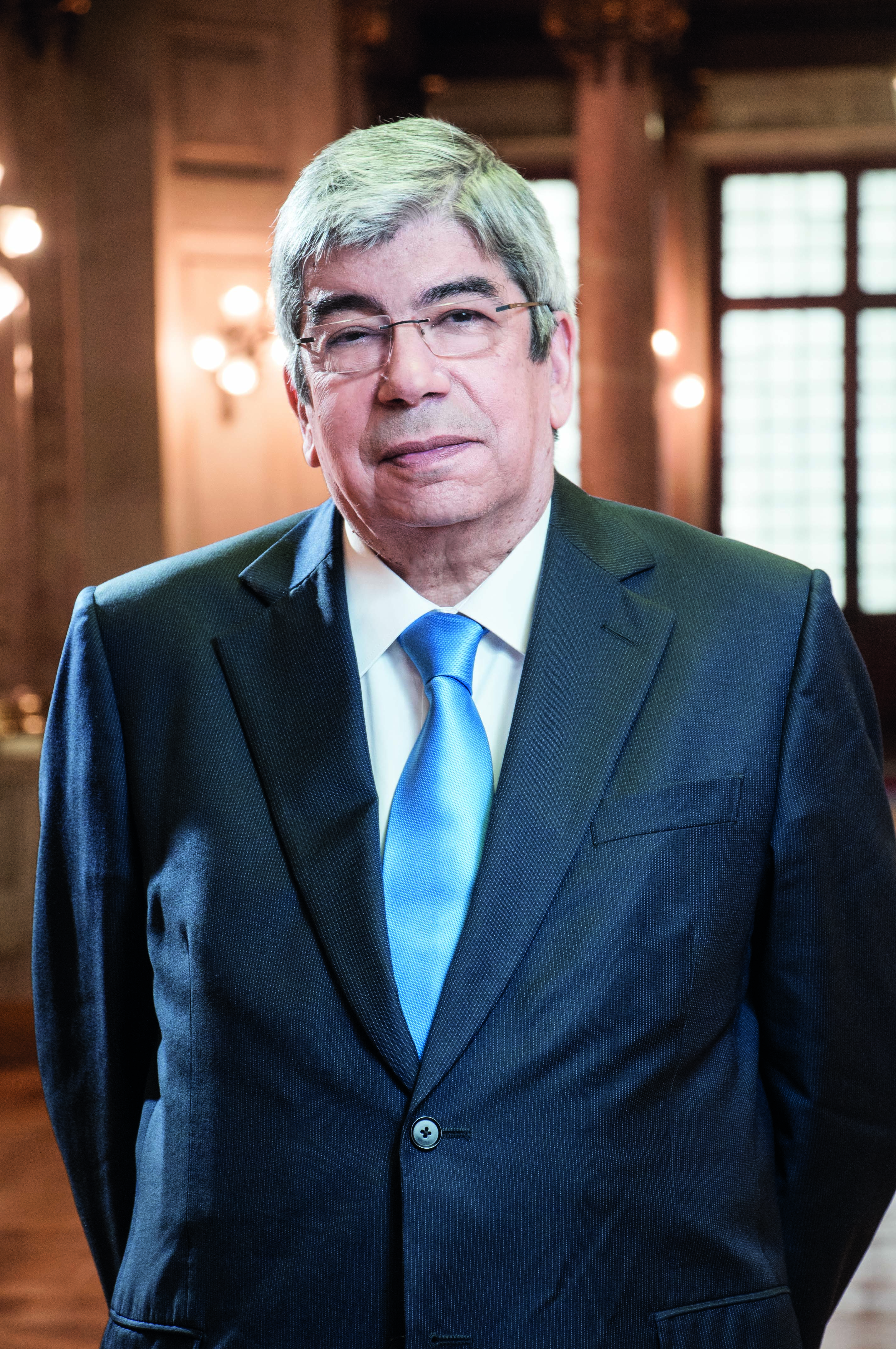
Eduardo Ferro Rodrigues, presidente da Assembleia da República durante a XIV Legislatura
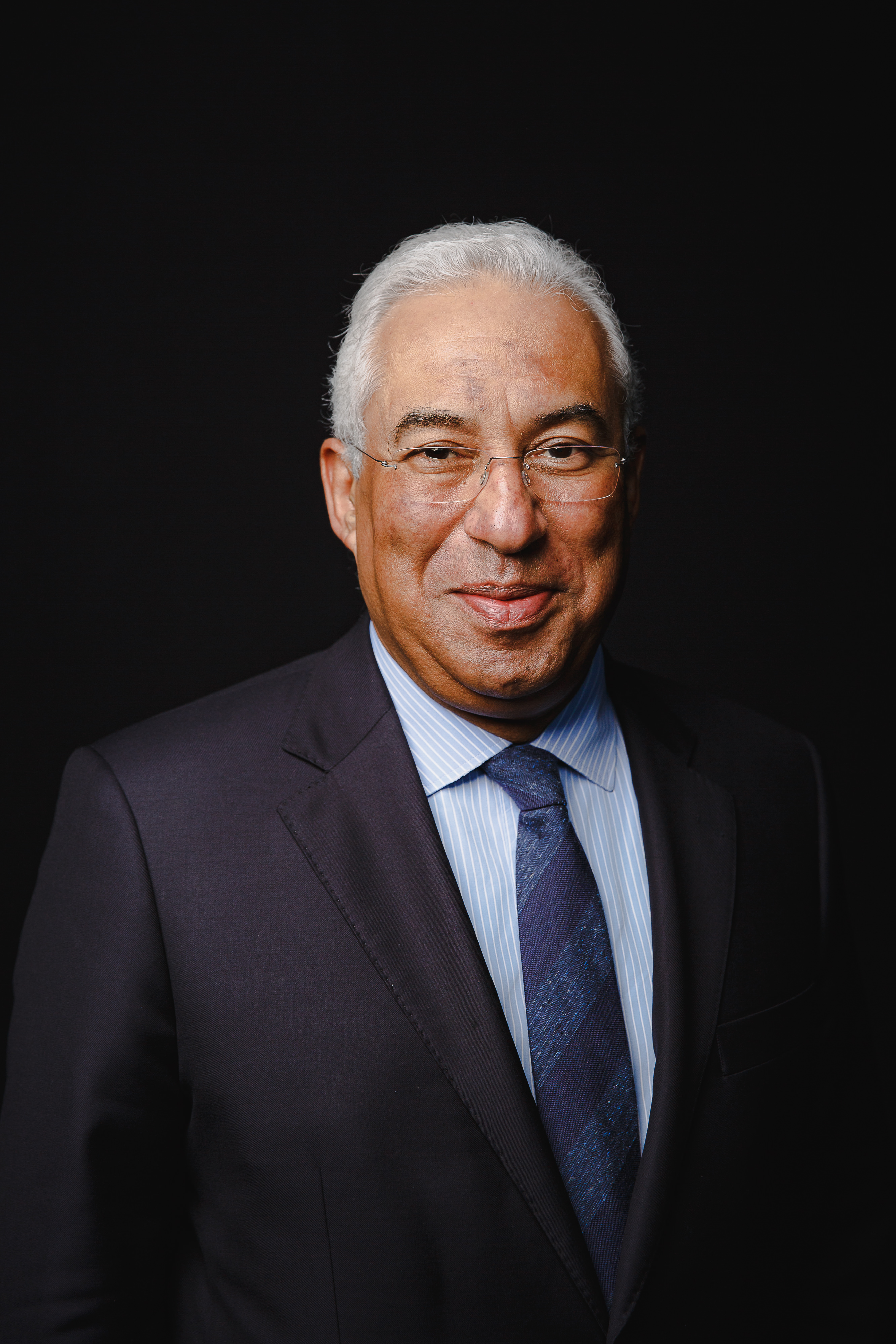
António Costa, primeiro-ministro do XXII Governo Constitucional
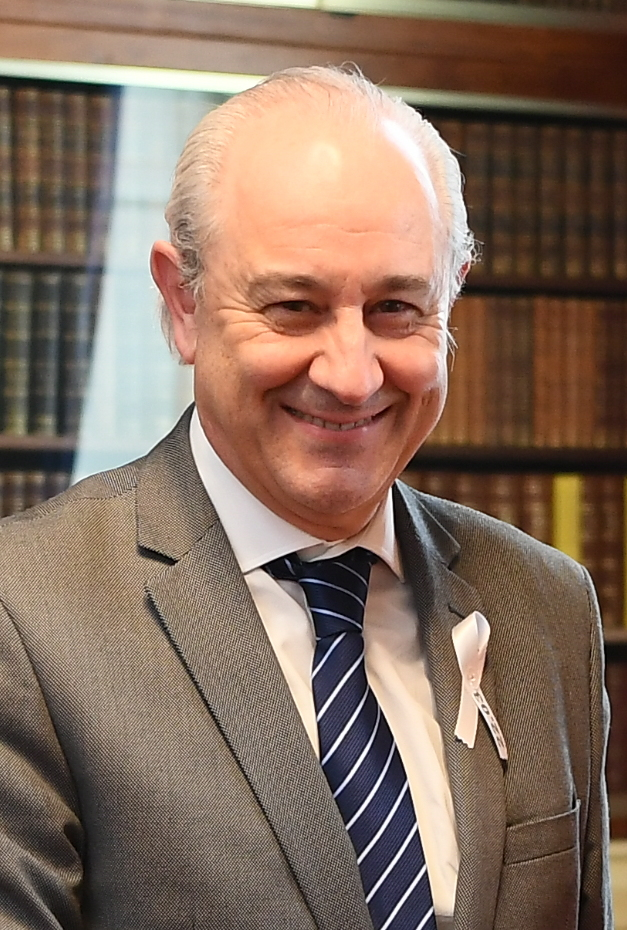
Rui Rio, Líder da Oposição

## Composição da Assembleia da República
|   | Partido                      | Partido | 2019 out. 26 | 2020 fev. 3 | 2020 jun. 25 |
| • | Partido Socialista           | 108     | 108          | 108         |              |
|   | Partido Social Democrata     | 79      | 79           | 79          |              |
|   | Bloco de Esquerda            | 19      | 19           | 19          |              |
|   | Partido Comunista Português  | 10      | 10           | 10          |              |
|   | CDS – Partido Popular        | 5       | 5            | 5           |              |
|   | Pessoas–Animais–Natureza     | 4       | 4            | 3           |              |
|   | Partido Ecologista Os Verdes | 2       | 2            | 2           |              |
|   | CHEGA                        | 1       | 1            | 1           |              |
|   | Iniciativa Liberal           | 1       | 1            | 1           |              |
|   | Não inscritos                | 0       | 1            | 2           |              |
|   | LIVRE                        | 1       | 0            | 0           |              |

(•) Partido do XXII Governo Constitucional de Portugal
A 3 de fevereiro de 2020, o LIVRE perdeu a representação parlamentar, após retirada de confiança política à deputada Joacine Katar Moreira, que passou a deputada não inscrita.
A 25 de junho de 2020, o PAN passou de 4 para 3 deputados eleitos, após a desfiliação de Cristina Rodrigues, deputada eleita por Setúbal, que passou a deputada não inscrita.

### Resultados eleitorais
| Partidos                             | Partidos                           | Deputados | %     | Votos     | %     |
| ------------------------------------ | ---------------------------------- | --------- | ----- | --------- | ----- |
| Bloco de Esquerda (B.E.)             | Bloco de Esquerda (B.E.)           | 19        | 8,26  | 500.017   | 9,52  |
| CDU – Coligação Democrática Unitária | PCP                                | 10        | 4,35  | 332.473   | 6,33  |
| CDU – Coligação Democrática Unitária | PEV                                | 2         | 0,87  | 332.473   | 6,33  |
| Livre (L)                            | Livre (L)                          | 1         | 0,43  | 57.172    | 1,09  |
| Partido Socialista (PS)              | Partido Socialista (PS)            | 108       | 46,96 | 1.908.036 | 36,34 |
| Pessoas-Animais-Natureza (PAN)       | Pessoas-Animais-Natureza (PAN)     | 4         | 1,74  | 174.511   | 3,32  |
| Partido Social Democrata (PPD/PSD)   | Partido Social Democrata (PPD/PSD) | 79        | 34,35 | 1.457.704 | 27,76 |
| Iniciativa Liberal (IL)              | Iniciativa Liberal (IL)            | 1         | 0,43  | 67.681    | 1,29  |
| CDS-Partido Popular (CDS-PP)         | CDS-Partido Popular (CDS-PP)       | 5         | 2,17  | 221.774   | 4,22  |
| Chega (CH)                           | Chega (CH)                         | 1         | 0,43  | 67.826    | 1,29  |

## Lideranças

### Eleição do Presidente
A eleição para Presidente da Assembleia da República Portuguesa decorreu no dia 25 de outubro de 2019, na primeira reunião da Assembleia da República após as eleições. Para que se seja eleito, precisa-se do voto de 116 dos 230 deputados.
| Candidato                 | Grupo parlamentar | Grupo parlamentar | Votos |
| ------------------------- | ----------------- | ----------------- | ----- |
| Eduardo Ferro Rodrigues   |                   | PS                | 178   |
|                           |                   |                   |       |
| Totais                    | Totais            | Totais            | 178   |
| Votos necessários         | Votos necessários | Votos necessários | 116   |
| Brancos ou nulos          | Brancos ou nulos  | Brancos ou nulos  | 52    |
| Votos                     | Votos             | Votos             | 230   |
| Fonte: Diário de Notícias |                   |                   |       |

### Mesa da Assembleia da República
| Presidente       | Eduardo Ferro Rodrigues | PS      |
| Vice-Presidentes | Edite Estrela           | PS      |
| Vice-Presidentes | Fernando Negrão         | PPD/PSD |
| Vice-Presidentes | José Manuel Pureza      | B.E.    |
| Vice-Presidentes | António Filipe          | PCP     |
| Secretários      | Maria da Luz Rosinha    | PS      |
| Secretários      | Duarte Pacheco          | PPD/PSD |
| Secretários      | Nelson Peralta          | B.E.    |
| Secretários      | Ana Mesquita            | PCP     |

### Liderança dos grupos parlamentares
| Líder de Grupo Parlamentar | Líder de Grupo Parlamentar | Líder de Grupo Parlamentar                    | Partido                        | Mandato como líder de grupo parlamentar         | Mandato como deputado |
| -------------------------- | -------------------------- | --------------------------------------------- | ------------------------------ | ----------------------------------------------- | --------------------- |
|                            |                            | Ana Catarina Mendes (1973–)                   | Partido Socialista             | 25 de outubro de 2019 – 29 de março de 2022     | 27 de outubro de 1995 |
|                            |                            | Rui Rio (1957–)                               | Partido Social Democrata       | 25 de outubro de 2019 – 17 de setembro de 2020  | 25 de outubro de 2019 |
|                            | Adão Silva (1957–)         | 17 de setembro de 2020 – 29 de março de 2022  | Partido Social Democrata       | 13 de agosto de 1987                            |                       |
|                            |                            | Pedro Filipe Soares (1979–)                   | Bloco de Esquerda              | 6 de dezembro de 2012 – 29 de março de 2022     | 15 de outubro de 2009 |
|                            |                            | João Oliveira (1979–)                         | Partido Comunista Português    | 3 de outubro de 2013 – 29 de março de 2022      | 10 de março de 2005   |
|                            |                            | Cecília Meireles (1977–)                      | CDS – Partido Popular          | 25 de outubro de 2019 – 18 de fevereiro de 2020 | 15 de outubro de 2009 |
|                            | Telmo Correia (1960–)      | 18 de fevereiro de 2020 – 29 de março de 2022 | CDS – Partido Popular          | 25 de outubro de 2009                           |                       |
|                            |                            | Inês Sousa Real (1980–)                       | Pessoas–Animais–Natureza       | 25 de outubro de 2019 – 7 de junho de 2021      | 25 de outubro de 2019 |
|                            | Bebiana Cunha (1985–)      | 7 de junho de 2021 – 29 de março de 2022      | Pessoas–Animais–Natureza       | 25 de outubro de 2019                           |                       |
|                            |                            | José Luís Ferreira (1969–)                    | Partido Ecologista "Os Verdes" | 25 de outubro de 2019 – 29 de março de 2022     | 15 de outubro de 2009 |

| Partido | Partido       | Líder do Partido                                                        | Presidente do Grupo Parlamentar                        | Vice-presidentes | Secretários                   | Deputados                   |
| ------- | ------------- | ----------------------------------------------------------------------- | ------------------------------------------------------ | --- | ----------------------------- | --------------------------- |
|         | PS            | António Costa                                                           | Ana Catarina Mendes                                    | Carlos Pereira Constança Urbano de Sousa Hortense Martins Hugo Pires João Paulo Correia José Luís Carneiro Lara Martinho Luís Moreira Testa Maria Begonha Marina Gonçalves Pedro Delgado Alves Porfírio Silva |                               | 108                         |
|         | PPD/PSD       | Rui Rio                                                                 | Rui Rio (2019–2020) Adão Silva (2020–2022)             | Afonso Oliveira Carlos Peixoto Catarina Rocha Ferreira Clara Marques Mendes Luís Leite Ramos Ricardo Baptista Leite                                                                                           | António Ventura Hugo Carneiro | 79                          |
|         | B.E.          | Catarina Martins                                                        | Pedro Filipe Soares                                    | Jorge Costa Mariana Mortágua |                               | 19                          |
|         | PCP           | Jerónimo de Sousa                                                       | João Oliveira                                          | António Filipe Paula Santos |                               | 10                          |
|         | CDS–PP        | Assunção Cristas (2019–2020) Francisco Rodrigues dos Santos (2020–2022) | Cecília Meireles (2019–2020) Telmo Correia (2020–2022) | |                               | 5                           |
|         | PAN           | André Silva (2019–2021) Inês Sousa Real (2021–2022)                     | Inês Sousa Real (2019–2021) Bebiana Cunha (2021–2022)  | André Silva (2019–2021) Nelson Silva (2021–2022) |                               | 4 (2019–2020) 3 (2020–2022) |
|         | PEV           | José Luís Ferreira                                                      | José Luís Ferreira                                     | |                               | 2                           |
|         | CH            | André Ventura                                                           | André Ventura                                          | |                               | 1                           |
|         | IL            | João Cotrim de Figueiredo                                               | João Cotrim de Figueiredo                              | |                               | 1                           |
|         | L (2019–2020) | Grupo de Contacto                                                       | Joacine Katar Moreira (2019–2020)                      | |                               | 1 (2019–2020) 0 (2020–2022) |